# طريق باماكو - كايس
طريق باماكو - كايس من الطرق الرئيسية في دولة مالي. تم رصفه سنة 2006م. 

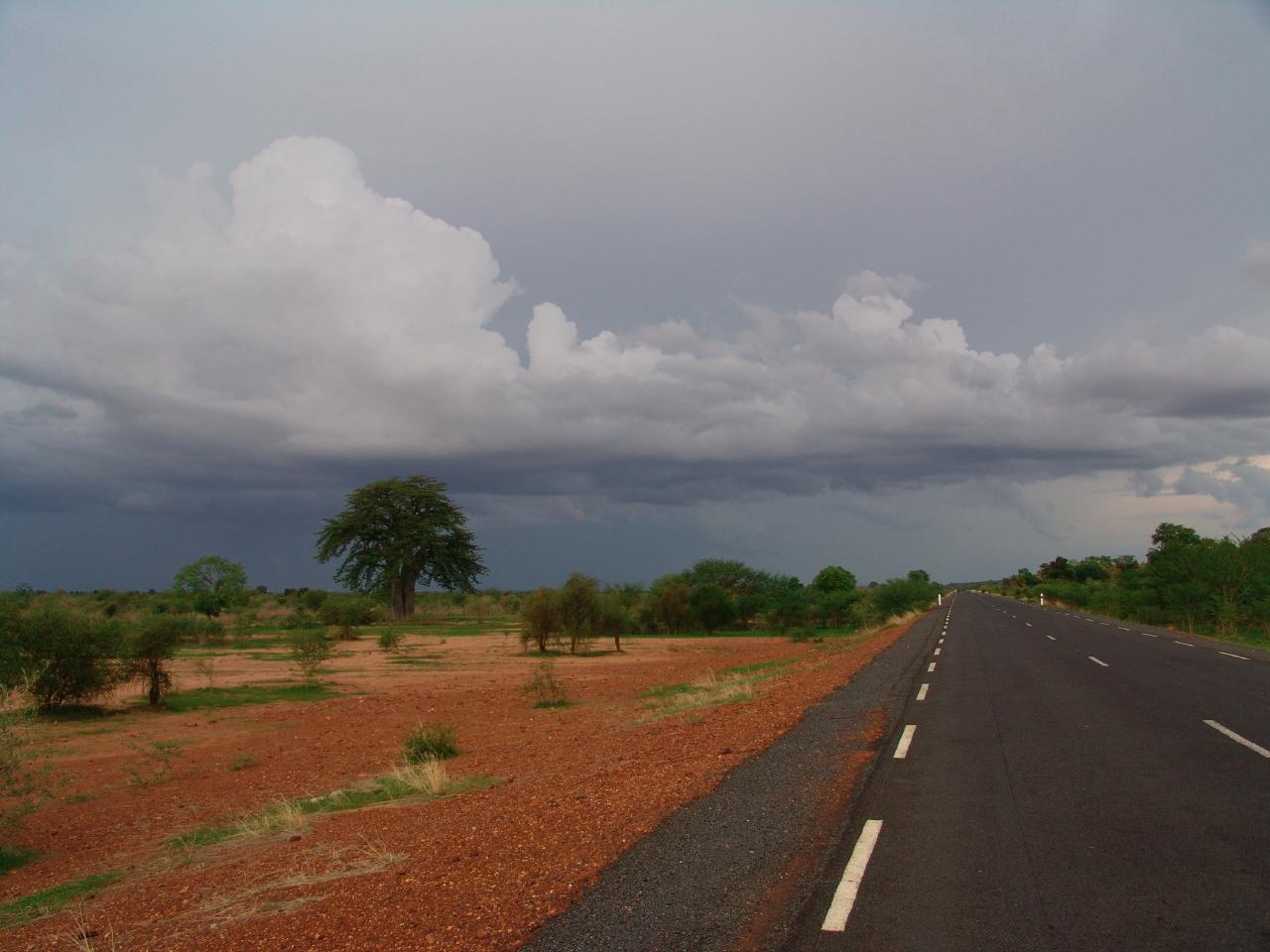

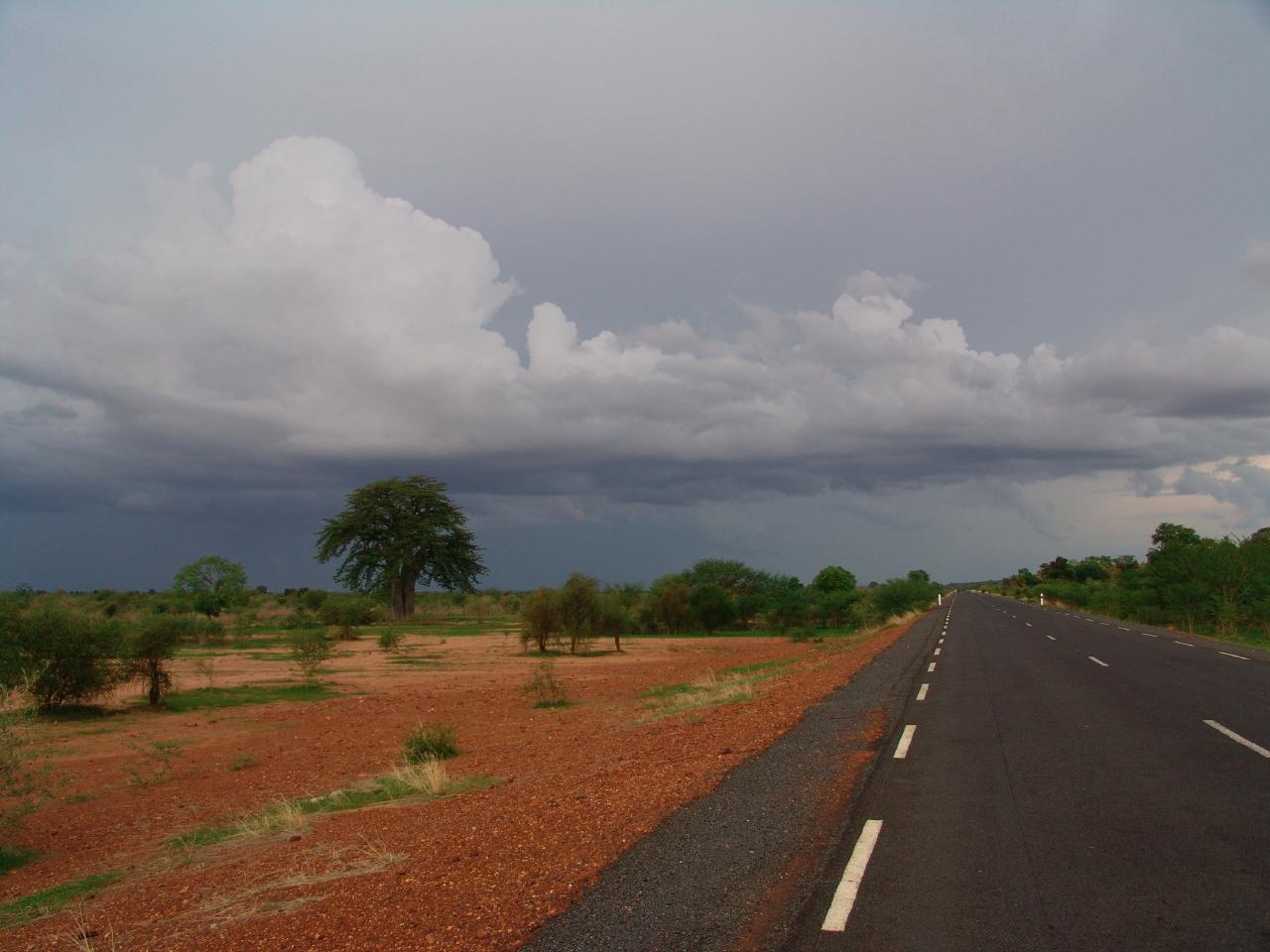